# ذا واكينغ ديد: سرفايفر إنستينت
ذا واكينغ ديد: سرفايفر إنستينت (بالإنجليزية: The Walking Dead: Survival Instinct) ، هي لعبة فيديو إلكترونية من نوع تصويب منظور الشخص الأول والتي نشرها شركة أكتفجن الأمريكية سنة 2013م ، وتعمل على أنظمة ألعاب الفيديو كل من إكس بوكس 360 وبلاي ستيشن 3 ومايكروسوفت ويندوز.